# Finale della Coppa UEFA 2003-2004
La finale della 33ª edizione della Coppa UEFA si è disputata il 19 maggio 2004 allo stadio Ullevi di Göteborg, tra gli spagnoli del Valencia e i francesi dell'Olympique Marsiglia.
L'incontro, arbitrato dall'italiano Pierluigi Collina, ha visto la vittoria degli spagnoli che si sono imposti per 2-0 sui francesi conquistando il trofeo per la prima volta in assoluto. Il Valencia ha così ottenuto il diritto di affrontare i vincitori della UEFA Champions League 2003-2004, i lusitani del Porto, nella Supercoppa UEFA 2004.

## Le squadre
| Squadre             | Partecipazioni precedenti |
| ------------------- | ------------------------- |
| Valencia            | Nessuna                   |
| Olympique Marsiglia | 1 (1999)                  |

## Il cammino verso la finale
Il Valencia di Rafael Benítez esordisce nei turni di qualificazione dapprima contro gli svedesi dell'AIK, poi contro gli israeliani del Maccabi Haifa, superandoli rispettivamente con un risultato complessivo di 2-0 e 4-0 tra andata e ritorno. Nei sedicesimi l'urna di Montecarlo sorteggia i turchi del Beşiktaş, che vengono eliminati con un aggregato totale di 5-2 nel doppio confronto. Agli ottavi di finale i Taronges affrontano un'altra compagine turca, il Gençlerbirliği, che dopo aver vinto 1-0 ad Ankara, viene sconfitto 2-0 a Valencia nei tempi supplementari con reti di Mista e Vicente. Ai quarti i francesi del Bordeaux capitolano per 2-1 in entrambi i match, con un computo finale di 4-2 nel doppio confronto. In semifinale i connazionali del Villarreal vengono battuti 1-0 al Mestalla con rigore di Mista, dopo che l'andata al Madrigal si era conclusa a reti inviolate. Per gli spagnoli si tratta della prima finale in questa competizione e della quarta in assoluto a livello europeo.
L'Olympique Marsiglia di José Anigo, proveniente dalla fase a gironi della UEFA Champions League, esordisce nei sedicesimi contro gli ucraini del Dnipro, che vengono prima battuti 1-0 in Francia con rigore di Drogba e poi fermati sullo 0-0 in Ucraina. Agli ottavi di finale gli inglesi del Liverpool vengono sconfitti con un risultato complessivo di 3-2 tra andata e ritorno. Ai quarti gli italiani dell'Inter capitolano per 1-0 sia a Marsiglia (rete di Drogba) che a Milano (rete di Meriem), per un computo totale di 2-0 nel doppio confronto. In semifinale gli inglesi del Newcastle Utd vengono superati con un netto 2-0 al Vélodrome grazie alla doppietta di Drogba, dopo che l'andata al St James' Park si era conclusa a reti inviolate. Per i francesi si tratta della seconda finale in questa competizione, a distanza di cinque anni dall'ultima disputata.

### Tabella riassuntiva del percorso
Note: In ogni risultato sottostante, il punteggio della finalista è menzionato per primo. (C: Casa; T: Trasferta)
| Coppa UEFA                                   | Coppa UEFA                                   | Coppa UEFA                                   | Coppa UEFA                                   |                               | Champions League | Champions League | Champions League | Champions League |
| Qualificato alla fase a eliminazione diretta | Qualificato alla fase a eliminazione diretta | Qualificato alla fase a eliminazione diretta | Qualificato alla fase a eliminazione diretta | Fase di qualificazione        | Avversario | Tot. | Andata | Ritorno |
| Qualificato alla fase a eliminazione diretta | Qualificato alla fase a eliminazione diretta | Qualificato alla fase a eliminazione diretta | Qualificato alla fase a eliminazione diretta | Terzo turno di qualificazione | Austria Vienna | 1–0 | 1–0 (T) | 0–0 (C) |
|                                              |                                              |                                              |                                              | Fase a gironi (CL)            | Avversario | Risultato | Risultato | Risultato |
| Competizione non prevede fase a gironi       | Competizione non prevede fase a gironi       | Competizione non prevede fase a gironi       | Competizione non prevede fase a gironi       | Giornata 1                    | Real Madrid | 2–4 (T) | 2–4 (T) | 2–4 (T) |
| Competizione non prevede fase a gironi       | Competizione non prevede fase a gironi       | Competizione non prevede fase a gironi       | Competizione non prevede fase a gironi       | Giornata 2                    | Partizan | 3–0 (C) | 3–0 (C) | 3–0 (C) |
| Competizione non prevede fase a gironi       | Competizione non prevede fase a gironi       | Competizione non prevede fase a gironi       | Competizione non prevede fase a gironi       | Giornata 3                    | Porto | 2–3 (C) | 2–3 (C) | 2–3 (C) |
| Competizione non prevede fase a gironi       | Competizione non prevede fase a gironi       | Competizione non prevede fase a gironi       | Competizione non prevede fase a gironi       | Giornata 4                    | Porto | 0–1 (T) | 0–1 (T) | 0–1 (T) |
| Competizione non prevede fase a gironi       | Competizione non prevede fase a gironi       | Competizione non prevede fase a gironi       | Competizione non prevede fase a gironi       | Giornata 5                    | Real Madrid | 1–2 (C) | 1–2 (C) | 1–2 (C) |
| Competizione non prevede fase a gironi       | Competizione non prevede fase a gironi       | Competizione non prevede fase a gironi       | Competizione non prevede fase a gironi       | Giornata 6                    | Partizan | 1–1 (T) | 1–1 (T) | 1–1 (T) |
| Competizione non prevede fase a gironi       | Competizione non prevede fase a gironi       | Competizione non prevede fase a gironi       | Competizione non prevede fase a gironi       | Piazzamenti finali            | 3ª classificata del Gruppo F \| Squadra \| Pt \| G \| \| ------------------- \| -- \| - \| \| Real Madrid \| 14 \| 6 \| \| Porto \| 11 \| 6 \| \| Olympique Marsiglia \| 4 \| 6 \| \| Partizan \| 3 \| 6 \| | 3ª classificata del Gruppo F \| Squadra \| Pt \| G \| \| ------------------- \| -- \| - \| \| Real Madrid \| 14 \| 6 \| \| Porto \| 11 \| 6 \| \| Olympique Marsiglia \| 4 \| 6 \| \| Partizan \| 3 \| 6 \| | 3ª classificata del Gruppo F \| Squadra \| Pt \| G \| \| ------------------- \| -- \| - \| \| Real Madrid \| 14 \| 6 \| \| Porto \| 11 \| 6 \| \| Olympique Marsiglia \| 4 \| 6 \| \| Partizan \| 3 \| 6 \| | 3ª classificata del Gruppo F \| Squadra \| Pt \| G \| \| ------------------- \| -- \| - \| \| Real Madrid \| 14 \| 6 \| \| Porto \| 11 \| 6 \| \| Olympique Marsiglia \| 4 \| 6 \| \| Partizan \| 3 \| 6 \| |
|                                              |                                              |                                              |                                              |                               | Coppa UEFA | | | |
| Avversario                                   | Tot.                                         | Andata                                       | Ritorno                                      | Fase a eliminazione diretta   | Avversario | Tot. | Andata | Ritorno |
| AIK                                          | 2–0                                          | 1–0 (T)                                      | 1–0 (C)                                      | Primo turno                   | Qualificato direttamente ai sedicesimi | Qualificato direttamente ai sedicesimi | Qualificato direttamente ai sedicesimi | Qualificato direttamente ai sedicesimi |
| Maccabi Haifa                                | 4–0                                          | 0–0 (C)                                      | 4–0 (T)                                      | Secondo turno                 | Qualificato direttamente ai sedicesimi | Qualificato direttamente ai sedicesimi | Qualificato direttamente ai sedicesimi | Qualificato direttamente ai sedicesimi |
| Beşiktaş                                     | 5–2                                          | 3–2 (C)                                      | 2–0 (T)                                      | Sedicesimi di finale          | Dnipro | 1–0 | 1–0 (C) | 0–0 (T) |
| Gençlerbirliği                               | 2–1                                          | 0–1 (T)                                      | 2–0 (dts) (C)                                | Ottavi di finale              | Liverpool | 3–2 | 1–1 (T) | 2–1 (C) |
| Bordeaux                                     | 4–2                                          | 2–1 (T)                                      | 2–1 (C)                                      | Quarti di finale              | Inter | 2–0 | 1–0 (C) | 1–0 (T) |
| Villarreal                                   | 1–0                                          | 0–0 (T)                                      | 1–0 (C)                                      | Semifinali                    | Newcastle Utd | 2–0 | 0–0 (T) | 2–0 (C) |
| Squadra                                      | Pt                                           | G                                            |                                              |                               | | | | |
| Real Madrid                                  | 14                                           | 6                                            |                                              |                               | | | | |
| Porto                                        | 11                                           | 6                                            |                                              |                               | | | | |
| Olympique Marsiglia                          | 4                                            | 6                                            |                                              |                               | | | | |
| Partizan                                     | 3                                            | 6                                            |                                              |                               | | | | |

## La partita
A Göteborg va in scena la finale tra il Valencia, che fa della difesa il suo punto di forza con soli cinque gol subiti in 13 partite, e il Marsiglia, proveniente dalla Champions e giunto imbattuto in finale. Il primo tempo è molto tattico ed equilibrato, ma poco prima del duplice fischio Mista tenta di dribblare Fabien Barthez, che lo atterra in area e viene espulso. Della battuta si occupa Vicente, che spiazza il neo entrato Jérémy Gavanon. Nel secondo tempo gli spagnoli tentano di chiudere la gara con sortite sulla destra, ma senza efficacia. Neanche il capocannoniere dei francesi Didier Drogba riesce a pungere più di tanto e alla fine arriva il raddoppio con Mista, che lasciato solo al centro dell'area fa partire un bel tiro di sinistro che si insacca in rete. Il Valencia coglie così l'accoppiata campionato-Coppa UEFA ed è il primo e unico club tra quelli che avevano vinto in precedenza la Coppa delle Fiere (considerata de facto l'antesignana della moderna manifestazione), a bissare il trionfo in Coppa UEFA.

## Tabellino
| Arbitro: | Pierluigi Collina |

|                                |           |  |
| Vicente 45+3’ (rig.) Mista 58’ | Marcatori |  |

| Valencia | Marsiglia |

| Valencia (4-4-2) |    |                        |     |     |
|                  |    |                        |     |     |
| POR              | 1  | Santiago Cañizares     |     |     |
| DIF              | 23 | Curro Torres           |     |     |
| DIF              | 4  | Roberto Ayala          |     |     |
| DIF              | 5  | Carlos Marchena        |     | 86’ |
| DIF              | 15 | Amedeo Carboni         | 34’ |     |
| CEN              | 19 | Francisco Rufete       |     | 64’ |
| CEN              | 6  | David Albelda          |     |     |
| CEN              | 8  | Rubén Baraja           |     |     |
| CEN              | 14 | Vicente                | 27’ |     |
| ATT              | 20 | Mista                  |     |     |
| ATT              | 10 | Miguel Ángel Angulo    |     | 82’ |
| Sostituzioni:    |    |                        |     |     |
| POR              | 35 | David Rangel           |     |     |
| DIF              | 2  | Mauricio Pellegrino    |     | 86’ |
| DIF              | 12 | Javier Garrido Ramírez |     |     |
| CEN              | 21 | Pablo Aimar            |     | 64’ |
| CEN              | 25 | Mohamed Sissoko        |     | 82’ |
| ATT              | 11 | Juan Sánchez           |     |     |
| ATT              | 24 | Xisco                  |     |     |
| Allenatore:      |    |                        |     |     |
| Rafael Benítez   |    |                        |     |     |

| Olympique Marsiglia (4-3-1-2) |    |                      |     |     |
|                               |    |                      |     |     |
| POR                           | 28 | Fabien Barthez       | 45’ |     |
| DIF                           | 23 | Habib Beye           |     |     |
| DIF                           | 12 | Abdoulaye Méïté      |     |     |
| DIF                           | 2  | Demetrius Ferreira   |     |     |
| DIF                           | 3  | Manuel dos Santos    |     |     |
| CEN                           | 32 | Mathieu Flamini      |     | 71’ |
| CEN                           | 6  | Brahim Hemdani       |     |     |
| CEN                           | 7  | Sylvain N'Diaye      |     | 84’ |
| CEN                           | 18 | Camel Meriem         |     | 45’ |
| ATT                           | 11 | Didier Drogba        | 60’ |     |
| ATT                           | 20 | Steve Marlet         | 10’ |     |
| Sostituzioni:                 |    |                      |     |     |
| POR                           | 30 | Jérémy Gavanon       |     | 45’ |
| DIF                           | 5  | Philippe Christanval |     |     |
| DIF                           | 21 | Johnny Ecker         |     |     |
| CEN                           | 26 | Laurent Batlles      |     | 71’ |
| CEN                           | 29 | Fabio Celestini      |     | 84’ |
| CEN                           | 33 | Nicolas Cicut        |     |     |
| ATT                           | 14 | Štěpán Vachoušek     |     |     |
| Allenatore:                   |    |                      |     |     |
| José Anigo                    |    |                      |     |     |